# Rhombodera sjostedti
Rhombodera sjostedti är en bönsyrseart som beskrevs av Werner 1930. Rhombodera sjostedti ingår i släktet Rhombodera och familjen Mantidae. Inga underarter finns listade i Catalogue of Life.